# Nicola De Giosa
Nicola De Giosa (Bari, 3 maggio 1819 – Bari, 7 luglio 1885) è stato un compositore italiano.

## Biografia
Nicola De Giosa studiò musica al Conservatorio di Napoli, sotto gli insegnamenti di Ruggi e Zingarelli approfondì le sue conoscenze di contrappunto; e continuò gli studi con Gaetano Donizetti.
Per un contrasto sorto con il direttore della scuola, Saverio Mercadante, non riuscì a concludere i corsi di studio.
La sua prima opera fu La casa degli artisti (1842), che riscosse un buon successo, alla quale seguirono varie opere, tra le quali Don Checco (1850) e Napoli di Carnevale (1876).
Il Don Checco fu l'opera buffa a cui il re Ferdinando II di Borbone era molto legato, volendo assistervi ogni volta che si rappresentava al teatro San Carlo di Napoli il re vi assisteva e si divertiva.
Nel 1845 diresse la prima assoluta di Elvino al Teatro Nuovo (Napoli).

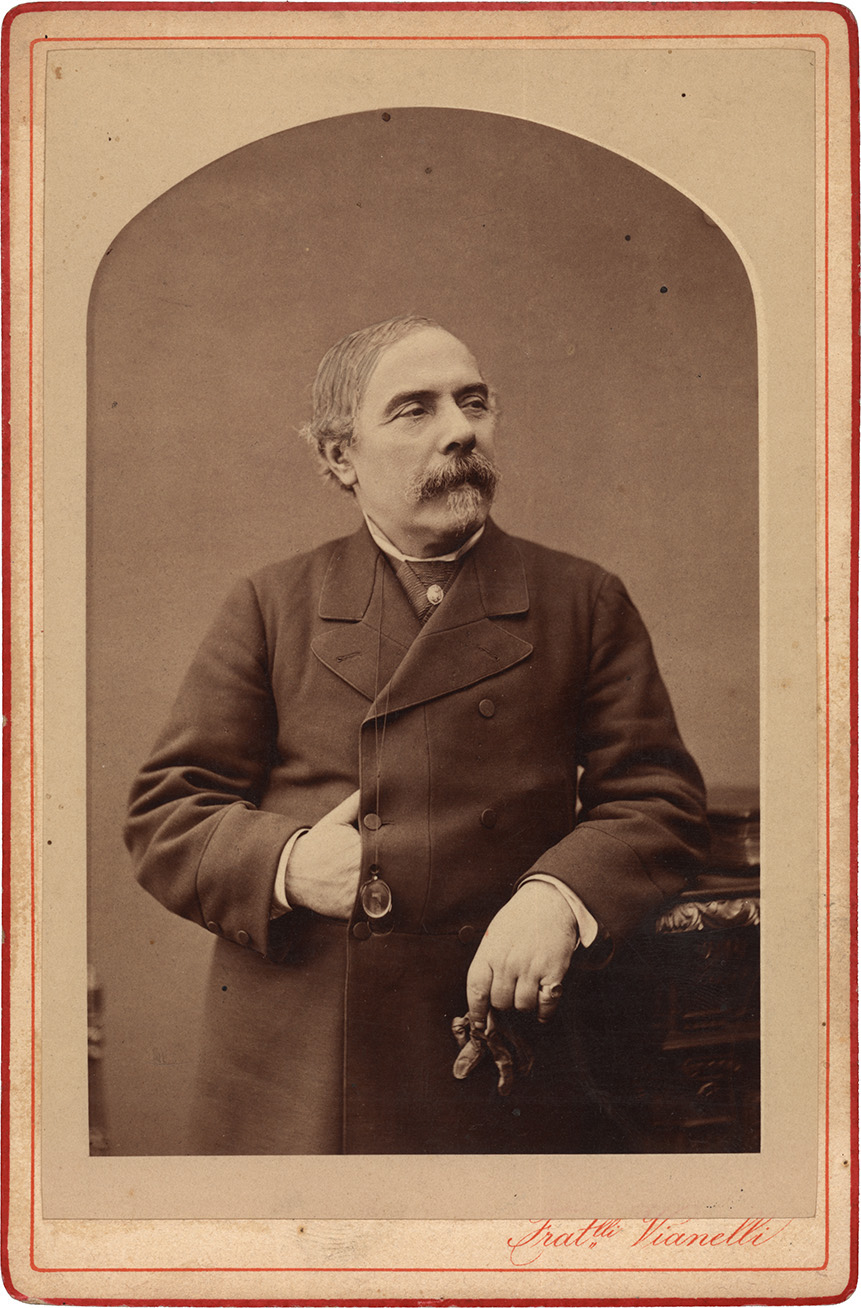
Ritratto di Nicola De Giosa, compositore (1819-1885). Foto di Fratelli Vianelli, prima del 1885

Nel 1851 in gennaio diresse il successo della prima assoluta di Folco d'Arles con Eugenia Tadolini, Achille De Bassini e Michele Benedetti (basso) al San Carlo dove in marzo presentò Don Checco.
Nel 1852 condusse la prima di Folco d'Arles al Teatro Verdi (Trieste) e la prima assoluta di Guido Colmar con Raffaele Mirate e Benedetti al San Carlo.
Nel 1855 diresse la prima assoluta di Ettore Fieramosca con Benedetti al San Carlo.
Nel 1857 in gennaio diresse la prima assoluta di Un geloso e la sua vedova al Teatro Nuovo di Napoli (ripresa in novembre) ed in giugno di Isella la modista al Teatro del Fondo.

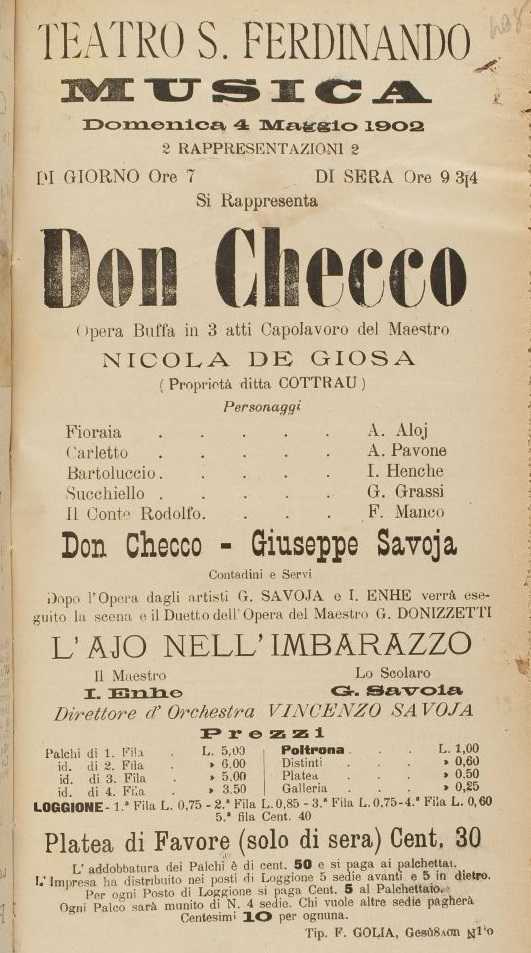

Nel 1861 avvenne la prima di Don Checco al Teatro Coppola di Catania.
Nel 1862 al San Carlo presentò Gli ugonotti con Mario Tiberini, Gottardo Aldighieri e Benedetti ed Un ballo in maschera con Maria Spezia Aldighieri, Tiberini, Aldighieri e Benedetti e La muta di Portici con Aldighieri e Benedetti.
Il Teatro Petruzzelli di Bari si sarebbe dovuto chiamare Politeama Nicola de Giosa, per onorare il grande maestro barese, ma la famiglia dei costruttori, i Petruzzelli, insistettero per imporgli il loro cognome.
Nello stesso teatro comunque è presente una grande statua in pietra, salvatasi dopo il rovinoso incendio del 1991, a memoria del più grande compositore barese dell'Ottocento.
Scrisse anche musica da camera e musica sacra.
Morì a Bari nel 1885 all'età di 65 anni e il Comune volle intitolargli una strada della città.

## Opere

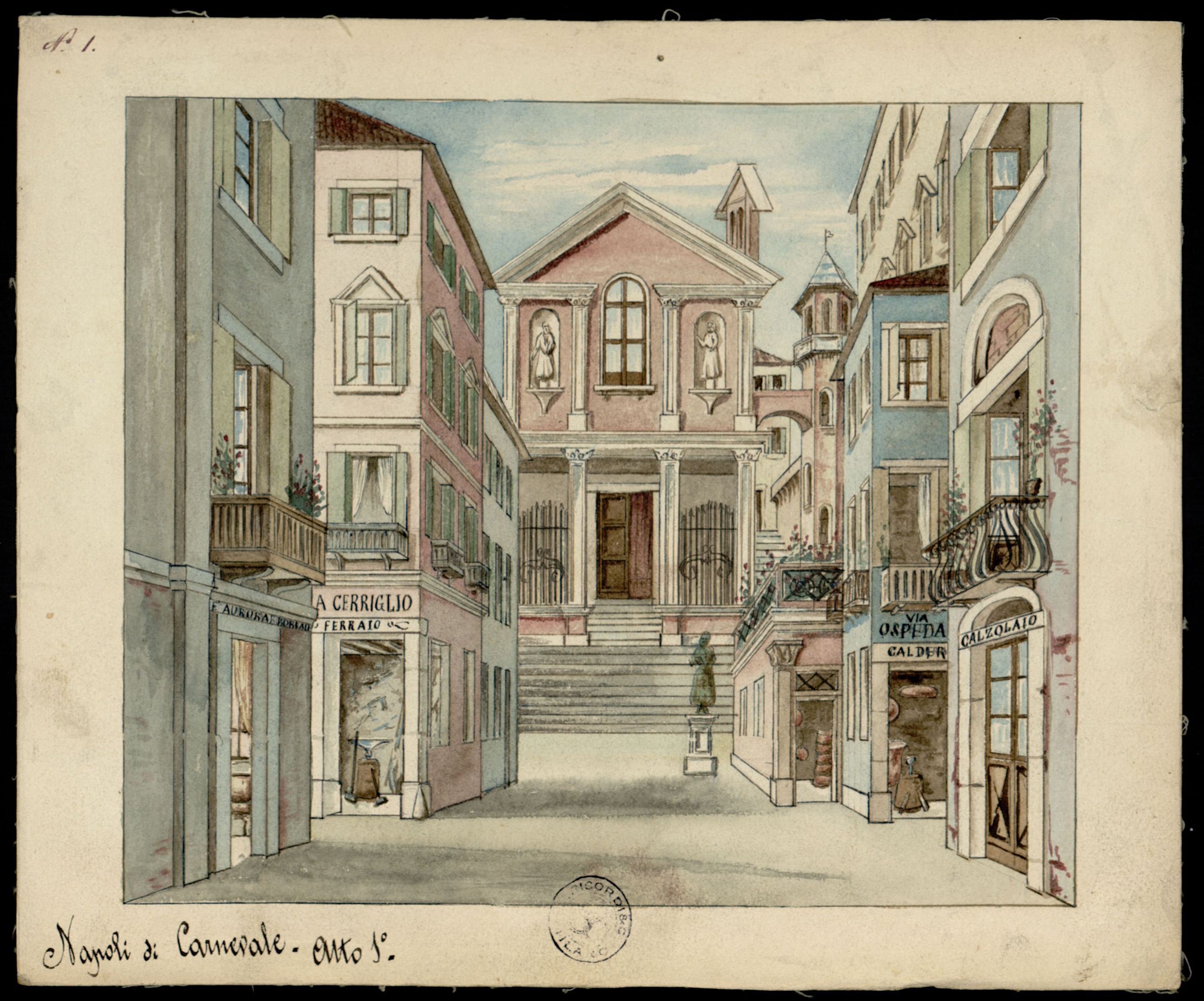
Napoli. Piazzetta di Rua Catalana, bozzetto per Napoli di Carnovale atto 1 (1875).
Archivio Storico Ricordi

- La casa degli artisti, opera buffa in tre atti, libretto di Andrea Passaro, Napoli, Teatro Nuovo, 1842 (revisione: L'arrivo del signor zio, Torino, 1845)
- Elvina, opera semiseria in tre atti, libretto di Almerindo Spadetta, Napoli, Teatro Nuovo, 1845
- Ascanio il gioielliere, opera semiseria in tre atti, libretto di Giuseppe Sesto Giannini, Torino, Teatro d'Angennes, 1847
- Le due guide, melodramma in quattro atti, libretto di Marco d'Arienzo, Livorno, Teatro degli Avvalorati, 1848
- Don Checco, opera buffa in due atti, libretto di Almerindo Spadetta, Napoli, Teatro di San Carlo, 11 luglio 1850[2]
- Folco d'Arles, melodramma tragico in tre atti, libretto di Salvadore Cammarano (da Victor Hugo), Napoli, Teatro di San Carlo, 22 gennaio 1851 successo con Eugenia Tadolini, Achille De Bassini e Michele Benedetti (basso) (revisione: Firenze, 1867)
- Guido Colmar, opera seria in tre atti, libretto di Domenico Bolognese, Napoli, Teatro San Carlo, 27 novembre 1852 con Raffaele Mirate e Benedetti (revisione: Silvia, Napoli, Teatro San Carlo, 1864)
- Ettore Fieramosca, opera seria in tre atti, libretto di Domenico Bolognese, Napoli, Teatro San Carlo, 10 febbraio 1855 con Benedetti
- Un geloso e la sua vedova, opera comica in tre atti, libretto di Ernesto del Preite, Napoli, Teatro Nuovo, 8 gennaio 1857
- Isella la modista, dramma giocoso in tre atti, libretto di Leopoldo Tarantini, Napoli, Teatro del Fondo, 15 giugno 1857
- Il bosco di Dafne, dramma giocoso in tre atti, libretto di Michele Achille Bianchi, Napoli, Teatro San Carlo, 16 aprile 1864 con Achille De Bassini (composta nel 1853 come Elena)
- Il marito della vedova, Napoli, Teatro Nuovo, 1870
- Il pipistrello, opera in tre atti, libretto di Enrico Golisciani, Napoli, Società filarmonica di palazzo Cassano, 28 gennaio 1875 (scritta nel 1847)
- Napoli di carnevale, opera buffa in tre atti, libretto di Marco d'Arienzo, Teatro Nuovo di Napoli, 28 dicembre 1876
- Il conte di San Romano, opera seria in quattro atti, libretto di Enrico Golisciani, Napoli, Teatro Bellini, 11 maggio 1878
- Rabagas, opera comica in quattro atti, libretto di Enrico Golisciani (da Victorien Sardou), Roma, Teatro Argentina, 23 marzo 1882